# Temeljna ljudska prava
Neka od univerzalno priznatih prava se smatraju fundamentalnim, i.e. sadržana su u Univerzalnoj deklaraciji o ljudskim pravima Ujedinjenih nacija, UN Međunarodnom paktu o građanskim i političkim pravima, ili UN Međunarodnom paktu o ekonomskim, socijalnim i kulturnim pravima, obuhvataju sledeće:
- Pravo na samoopredeljenje[1]
- Pravo na slobodu[2]
- Pravo na pravne garancije[2]
- Pravo na slobodu kretanja[3]
- Pravo na slobodu mišljenja[4]
- Pravo na slobodu veroispovesti[4]
- Pravo na slobodu govora[5]
- Pravo na mirno okupljanje[6]
- Pravo na slobodu udruživanja[7]

## Evropska unija
Temeljna ljudska prava je termin kojega se koristi za opisivanje najvažnijih ljudskih prava i sloboda.
Povelja Evropske unije o temeljnim pravima iz 2000. godine sadrži popis od 49 temeljnih ličnih, ekonomskih, socijalnih i političkih ljudskih prava:
1. Pravo na ljudsko dostojanstvo,
2. Pravo na život,
3. Pravo na integritet osobe, koje obuhvata zabranu samovoljnog podvrgavanja ljudi medicinskim zahvatima i zabranu eugeničkih postupaka, zabranu trgovanja delovima ljudskog tela i zabranu kloniranja ljudskih bića u cilju njihove reprodukcije (rađanja),
4. Zabrana mučenja i nečovečnog ili ponižavajućeg postupanja ili kazne,
5. Zabrana ropstva i prisilnog rada,
6. Pravo na slobodu i ličnu sigurnost,
7. Pravo na poštovanje privatnog i porodičnog života, doma i komuniciranja,
8. Pravo na zaštitu ličnih podataka,
9. Pravo na stupanje u brak i pravo na osnivanje porodice,
10. Sloboda mišljenja, savesti i veroispovesti, koje uključuje pravo na prigovor savesti,
11. Sloboda izražavanja i informiranja,
12. Sloboda okupljanja i udruživanja,
13. Sloboda umetnosti i nauke, koja uključuje poštovanje akademske slobode,
14. Pravo na obrazovanje, koje uključuje mogućnost besplatnog obaveznog školovanja, slobodu osnivanja obrazovnih ustanova, te pravo roditelja da svojoj deci osiguraju obrazovanje i poučavanje u skladu sa svojim verskim, filozofskim i pedagoškim uverenjima,
15. Sloboda izbora zanimanja i pravo na rad,
16. Sloboda poduzetništva,
17. Pravo na vlasništvo, koje uključuje pravo na isplatu pravične naknade za gubitak vlasništva, ako se ono oduzima u javnom interesu. U sklopu prava vlasništva jamči se i intelektualno vlasništvo,
18. Pravo na azil u slučaju izbeglištva,
19. Pravo na zaštitu u slučaju udaljavanja, proterivanja ili izručenja, koje uključuje zabranu kolektivnog proterivanja,
20. Pravo na jednakost ljudi pred zakonom,
21. Pravo na nediskriminaciju,
22. Pravo na kulturnu, versku i jezičnu raznolikost,
23. Pravo na ravnopravnost žena i muškaraca,
24. Pravo dece na posebnu zaštitu potrebnu za njihovu dobrobit, koje uključuje pravo da se u svakom delovanju vlasti i privatnih institucija primarno vodi računa o zaštiti interesa deteta, te pravo deteta na održavanje redovnog ličnog odnosa i direktan kontakt sa oba roditelja,
25. Pravo starijih osoba na dostojan život i nezavisnost, te na učestvovanje u društvenom i kulturnom životu,
26. Pravo osoba s invaliditetom na integraciju, koje obuhvata mere čiji je cilj osiguravanje njihove nezavisnosti, društvene i profesionalne uključenosti te njihovo sudelovanje u životu zajednice,
27. Pravo radnika na informiranje i savetovanje u preduzeću,
28. Pravo radnika na kolektivno pregovaranje i delovanje, koje uključuje pravo na sklapanje kolektivnih ugovora i pravo na štrajk,
29. Pravo radnika na besplatni pristup službama za posredovanje pri zapošljavanju,
30. Pravo radnika na pravnu zaštitu od neopravdanog otkaza,
31. Pravo radnika na poštene i pravične radne uslove, kojima se čuva zdravlje, sigurnost i dostojanstvo radnika; te prava na ograničenje najdužeg radnog vremena, na dnevni i nedeljni odmor te na plaćeni godišnji odmor,
32. Zabrana rada dece i pravo mladih na posebnu zaštitu pri radu koja uključuje zabranu da se onemogući zapošljavanje mladih koji su stariji od uzrasta propisanog obaveznog školovanja, te pravo na zaštitu od ekonomskog izrabljivanja ili od bilo kakve vrste rada koja bi mogla ugroziti njihovu sigurnost, zdravlje ili psihički, duhovni, moralni ili društveni razvoj ili bi mogla ugroziti njihovo obrazovanje,
33. Pravo na porodični i profesionalni život, koja uživa pravnu, ekonomsku i socijalnu zaštitu porodice; te pravo na zaštitu od otkaza zbog razloga povezanog s materinstvom i pravo na plaćeno trudničko i porodiljsko odsustvo,
34. Pravo na socijalnu sigurnost i socijalnu pomoć, u slučajevima poput materinstva, bolesti, nesreća pri radu, zavisnosti ili starosti te u slučaju gubitka posla,
35. Pravo na zdravstvenu zaštitu, ili pravo svakog stanovnika na korištenje prava iz socijalne sigurnosti i socijalnih povlastica,
36. Pravo na pristup službama od opšteg ekonomskog interesa,
37. Pravo na zaštitu okoline,
38. Pravo na ljudi koji na tržištu nastupaju kao potrošači na posebnu zaštitu,
39. Pravo glasanja i osobe da bude izabrana na izborima,
40. Pravo učestvovanja na lokalnim izborima,
41. Pravo na dobru upravu, koje uključuje pravo da javne institucije odlučuju nepristrano, pravično i u razumnom roku, pri čemu svaka osoba ima pravo da bude saslušanja pre preduzimanja bilo kakve pojedinačne mere koja bi na nju mogla nepovoljno da utiče; pravo svake osobe na pristup svom spisu; obavezu uprave da obrazloži svoje odluke; te pravo svake osobe na naknadu štete koju počini uprava pri obavljanju svojih dužnosti; te pravo osobe da komunicira s upravom na svom jeziku,
42. Pravo pristupa dokumentima javnih institucija,
43. Pravo na podnošenje peticije,
44. Pravo na slobodu kretanja i boravka,
45. Pravo na diplomatsku i konzularnu zaštitu u stranoj zemlji,
46. Pravo na delotvoran pravni lek i na pošteno suđenje,
47. Pravo optuženika na obranu i da se smatra nedužnim dok mu se ne dokaže krivica,
48. Pravo na srazmerno kažnjavanje, gde strogost kazne ne sme biti nesrazmerna kaznenom delu, te pravo osobe da ne bude kažnjena za delo koje nije bilo zakonom propisano pre njegovog počinjenja,
49. Pravo osobe da ne bude dva puta osuđena ili kažnjena za isto kazneno delo.

## Literatura
- Mayer, Henry (1998). All on Fire: William Lloyd Garrison and the Abolition of Slavery. St. Martin's Press. стр. 110.
- Steiner, J. & Alston, Philip (1996). International Human Rights in Context: Law, Politics, Morals. Oxford: Clarendon Press. ISBN 019-825437-X Проверите вредност параметра |isbn=: checksum (помоћ).
- Donnelly, Jack (2003). Universal Human Rights in Theory & Practice. (2nd изд.)..  Ithaca & London: Cornell University Press.
- Forsythe, David P (2000). Human Rights in International Relations. Cambridge: Cambridge University Press..
- Ignatieff, Michael. Human Rights as Politics and Idolatry. Princeton & Oxford: Princeton University Press.
- Landman, Todd (2006). Studying Human Rights. Oxford and London: Routledge. ISBN 978-0-415-32605-6.
- Shute, Stephen & Hurley, Susan (editors). On Human Rights: The Oxford Amnesty Lectures. New York: BasicBooks. 1993..
- Sunga, Lyal S. (1992) Individual Responsibility in International Law for Serious Human Rights Violations, Nijhoff Publishers.
- Beaudoin, G., and E. Ratushny. The Canadian Charter of Rights and Freedoms (2nd изд.). 1989... Toronto: Carswell.
- Black-Branch, Jonathan L. . Making sense of the Canadian Charter of Rights and Freedoms. 1995. ISBN 0-920315-78-X.. Canadian Education Association.
- Department of Justice Canada (2019). „Examples of Charter-related cases.”. Canada's System of Justice. Спољашња веза у |title= (помоћ). Department of Justice Canada. Web.
- Fine, Sean (17. 4. 2022). „Canada's Charter turned 40 on Sunday – and it's still as radical and enigmatic as it was in 1982”. The Globe and Mail. Приступљено 22. 1. 2023. „While the notwithstanding clause gives governments a unique way to override basic rights, Supreme Court judges have had a broad mandate to set out what those rights are”
- Hogg, Peter W (2002). Constitutional law of Canada (4th изд.).., with Supplement to Constitutional Law of Canada. Scarborough: Carswell.
- Humphrey, J. P. Human Rights and the United Nations: A Great Adventure. New York: Transnational Publishers. 1984..
- Magnet, J.E. Constitutional Law (8th изд.). 2001...
- Silver, Cindy. 1995?. Family Autonomy and the Charter of Rights: Protecting Parental Liberty in a Child-Centred Legal System, in series, Discussion Paper [of] the Centre for Renewal in Public Policy 3. Gloucester, ON: Centre for Renewal in Public Policy. p. 27.
- „Ford government pushes through controversial election spending bill with notwithstanding clause”. CBC News. 14. 6. 2021. Приступљено 7. 6. 2022.
- „What is the notwithstanding clause and why did Doug Ford just invoke it in Ontario?”. www.blogto.com (на језику: енглески). Приступљено 7. 6. 2022.
- „Opinion: Doug Ford's gag law will limit comment on essentially any public policy issue”. The Globe and Mail (на језику: енглески). 14. 6. 2021. Приступљено 7. 6. 2022.
- Parliamentary Information and Research Service. 2006. "The Notwithstanding Clause of the Charter." Library of Parliament, prepared by D. Johansen (1989), revised May 2005. Архивирано новембар 15, 2006 на сајту , accessed on August 7, 2006.
- Saunders, Philip (април 2002). „The Charter at 20”. CBC News Online. CBC/Radio-Canada. Архивирано из оригинала 7. 3. 2006. г. Приступљено 17. 3. 2006.
- Joint Select Committee (2011). „Report of the Joint Select Committee on its Deliberations on the Bill Entitled An Act to Amend the Constitution of Jamaica to Provide for a Charter of Rights and for Connected Matters.”. Government of Jamaica. Спољашња веза у |title= (помоћ)
- Mukulu, Matondo (2011). „Rights and responsibilities under the charter”. The Gleaner (News article). Jamaica.
- Akin, David (18. 4. 2017). „Analysis: Canada's Charter remains a flawed document that no politician dares try to fix”. Global News (на језику: енглески). Приступљено 9. 5. 2022.
- Austin, Granville (1999). The Indian Constitution: Cornerstone of a Nation. New Delhi: Oxford University Press. стр. 390. ISBN 0-19-564959-1.
- Basu, Durga Das (1993). Introduction to the Constitution of India (15th изд.). New Delhi: Prentice Hall of India. стр. 475. ISBN 81-203-0839-5.
- Basu, Durga Das (2003). Shorter Constitution of India (13th изд.). Nagpur: Wadhwa & Co. стр. 1972. ISBN 978-81-8038-206-2.
- Tayal, B. B.; Jacob, A. (2005). Indian History, World Developments and Civics. Avichal Publishing Company.
- Craig, Paul; Grainne De Burca; P. P. Craig (2007). „Chapter 11 Human rights in the EU”. EU Law: Text, Cases and Materials (4th изд.). Oxford: Oxford University Press. ISBN 978-0-19-927389-8.
- Peers, Steve; Ward, Angela, ур. (2004). The EU Charter and of Fundamental Rights: politics, law and polity. Oxford: Hart Publishing.
- Anastasios Antoniou (2009). „Increasing Rights' Protection in the EU: The Charter of Fundamental Rights in Trajectory of Enforcement”. Hellenic Review of European Law (4): 97. Архивирано из оригинала 25. 12. 2009. г.

## Spoljašnje veze
- Charter (2000), original version as proclaimed by the institutions
- Charter of Fundamental Rights of the European Union (2007), version incorporated in the Treaty of Lisbon and explanation relating to it
- The Charter in the latest (2012) consolidated version of the Lisbon Treaty
- European Parliament's explanation of the Charter